# ポートランド国際空港
ポートランド国際空港（ポートランドこくさいくうこう、英語: Portland International Airport）は、アメリカ合衆国のオレゴン州ポートランドにある国際空港。

## 概要
ポートランド市街地の10km北東に立地している。空港の北側をコロンビア川が流れる。オレゴン州内では群を抜いて大きな空港で、州の旅客、航空貨物の9割を処理している。アメリカ国内線の他に北アメリカ・アジア・ヨーロッパへの国際線が就航しており、かつては東京国際空港への直行便も運航されていた（新型コロナウィルス感染拡大により運休）。空港の入口は東側にあり、事務所・小売り・ホテルなどの商業地区が隣接している。

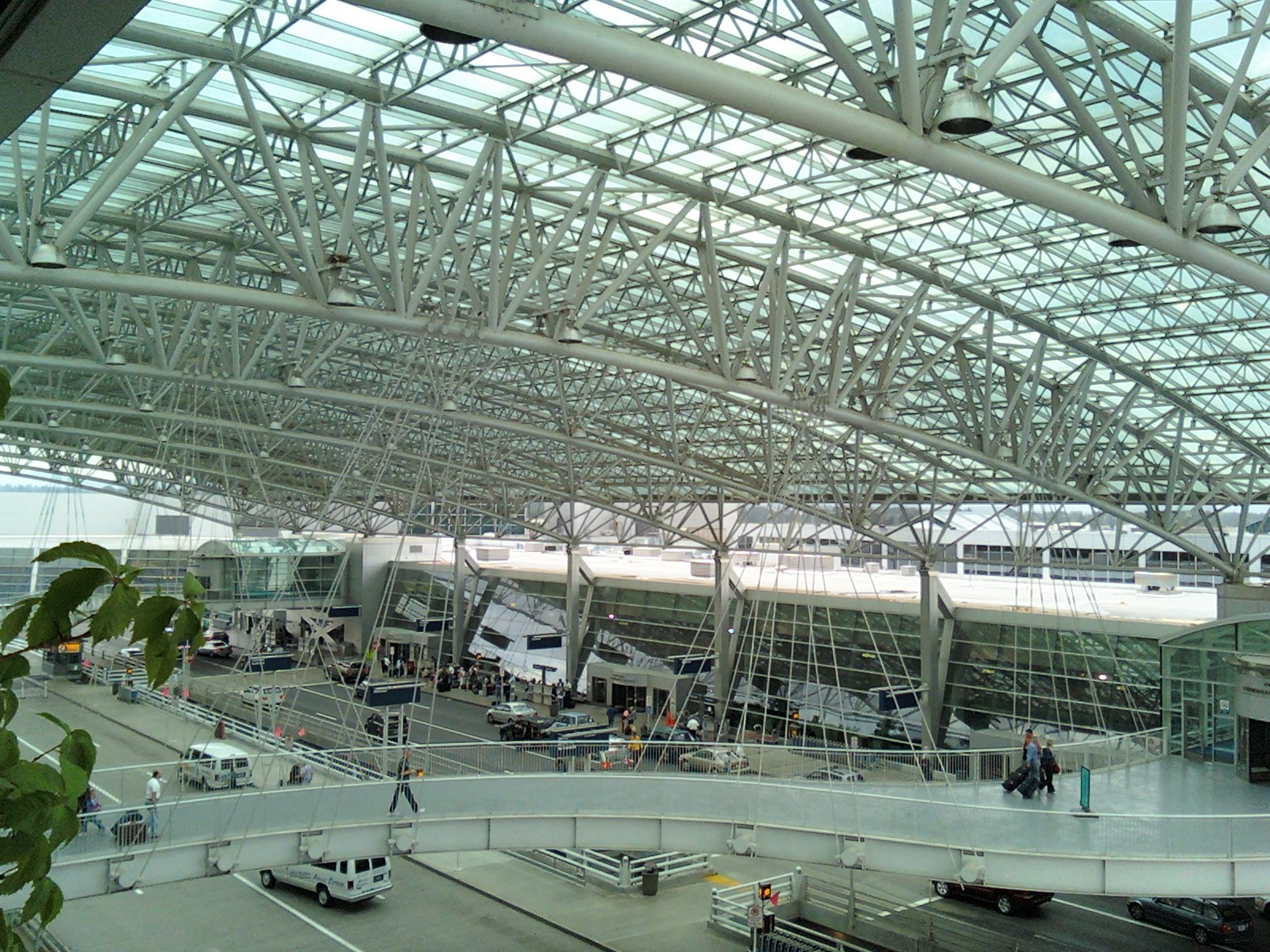
ターミナル入口

## ターミナル
PDXには1つのターミナル・ビルがあり、4つのコンコース（B、C、D、E）が接続している。全体としてのターミナルはHのように形をしている。コンコースB/C及びD/Eはターミナルの反対側に位置し、それらはシャトル・バスによって向こうのセキュリティ・チェックポイントに接続している。

## 主な就航路線

### 旅客
| 航空会社                     | 就航地 |
| ---------------------------- | --- |
| アラスカ航空                 | アンカレッジ、アトランタ、オースティン、ボイシ、ボストン、バーバンク、シカゴ/ORD、ダラス/DFW、デンバー、ユージーン、フレズノ、ヒューストン、カフルイ、コナ、ラスベガス、ロサンゼルス/LAX、ナッシュビル、ニューヨーク/JFK、ニューアーク、オーランド、フェニックス、レドモンド、リノ、サクラメント、ソルトレイクシティ、サンディエゴ、サンフランシスコ、サンノゼ(CA)、ロサンゼルス/サンタアナ、サンタローザ、シアトル、スポケーン、ワシントン/ナショナル |
| ホライゾン航空               | アルバカーキ、アンカレッジ、ビリングス、ボイシ、ボーズマン、ユージーン、グレイシャーパーク・カリスペル、カンザスシティ、メドフォード、ミズーラ、オークランド、オンタリオ、レドモンド、リノ、サクラメント、サンフランシスコ、サンノゼ(CA)、サンルイスオビスポ、サンタバーバラ、サンタローザ、シアトル、スポケーン |
| アメリカン航空               | シャーロット、ダラス、フェニックス |
| アメリカン・イーグル         | ロサンゼルス/LAX |
| デルタ航空                   | アトランタ、デトロイト、ロサンゼルス/LAX、ミネアポリス＝セントポール、ニューヨーク/JFK、ソルトレイクシティ、シアトル |
| デルタ・コネクション         | シアトル |
| ユナイテッド航空             | シカゴ/ORD、デンバー、ヒューストン、ニューアーク、サンフランシスコ、ワシントン/ダレス |
| ユナイテッド・エクスプレス   | サンフランシスコ |
| サウスウエスト航空           | シカゴ/MDW、デンバー、ラスベガス、オークランド、フェニックス、サクラメント、サンノゼ(CA) |
| フロンティア航空             | ダラス/DFW、デンバー、ラスベガス、ロサンゼルス/LAX、フェニックス、ソルトレイクシティ、サンフランシスコ |
| ハワイアン航空               | ホノルル |
| ジェットブルー航空           | 季節運航:ボストン |
| アレジアント・エア           | シンシナティ、フリント、フレズノ、インディアナポリス、フェニックス/メサ、プロボ |
| スピリット航空               | ラスベガス |
| サンカントリー航空           | ミネアポリス＝セントポール |
| エア・カナダ エクスプレス    | バンクーバー |
| ボラリス                     | グアダラハラ |
| ブリティッシュ・エアウェイズ | ロンドン/LHR |
| コンドル航空                 | 季節運航:フランクフルト |
| KLMオランダ航空              | アムステルダム |

### 貨物
- フェデックス・エクスプレス
- UPS航空
- アマゾン・エア
- DHLアビエーション
- キャセイパシフィック航空
- Airborne Express
- Burlington Air Express
- Evergreen Airlines
- Kitty Hawk Cargo

## 空港アクセス

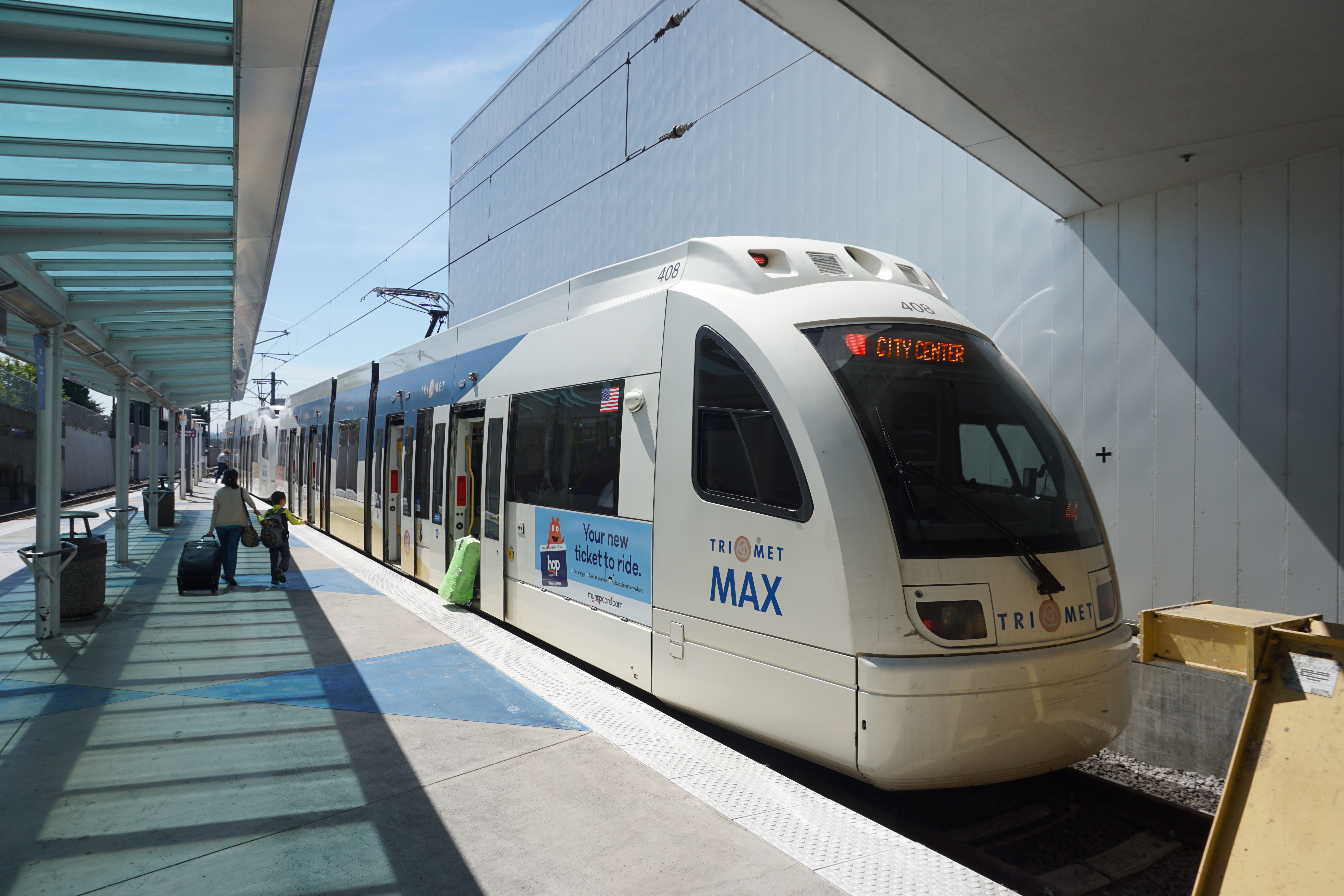
Maxライトレールの空港駅

MAXライトレールレッドラインが空港ターミナルに乗り入れている。
- 乗合シャトルバン

## その他
- 以前はINSによる入国審査の拒否率が他の西海岸空港に比べて異常に高く、INSの当空港責任者の解任を求める騒ぎにまでなった[2][3][4][5]。デルタ航空自体は認めていないが、2000年9月6日に発表されたデルタ航空の成田便と名古屋便をポートランドから、それぞれニューヨークとロサンゼルスに移す決定[6]には、このINSの入国審査の問題も寄与していたのではないかと推測されている[7]。
- 空港には、テロ対策として搭乗手続き施設に全身スキャナー装置（ミリ波パッシブ撮像装置）が存在する。この検査に対して、衣服を脱いで抗議した男性が逮捕される事件も発生している[8]。

## 事故
- 2024年1月5日、ポートランド発オンタリオ行きアラスカ航空1282便（ボーイング737MAX-9型機、機体番号：N704AL）が、当空港を離陸直後に機体後方の非常用ドア1か所が吹き飛び、ポートランド国際空港へ引き返す事案が発生した。この便には、乗員・乗客合わせて177人が搭乗していたが、幸いにして非常用ドア付近に着席していた乗客はおらず全員無事だったが、1名がポートランド近郊の病院に搬送された[9]。事故原因は調査中だが、事故機は2023年に製造され、同社へ10月下旬に納入されてから約3か月しか経っていない新造機であった。この事故の影響で、同社はボーイング737MAX型機の運航を一時的に停止させたほか、ターキッシュエアラインズなども同型機の運航を一時的に停止した。